# Quechua Cuzco-Collao
El quechua Cuzco-Collao (en quechua sureño: Qusqu-Qullaw qhichwa) es una rama dialectal del quechua sureño hablada en el Perú meridional, Bolivia y el norte de Argentina por unos cuatro millones de personas. Sus subvariantes son el quechua cuzqueño, quechua puneño, el arequipeño,  y el  quechua sudboliviano.
El quechua Cuzco-Collao se caracteriza por haber incorporado consonantes oclusivas y africadas aspiradas y eyectivas; así también, por el desgaste de las consonantes en coda silábica.
Esta variedad de quechua tiene características gramaticales muy similares al quechua ayacuchano, por lo que es posible la mutua comunicación, y algo menos con variedades de quechua del centro y norte del Perú.